# Herb gminy Orla
Herb gminy Orla – jeden z symboli gminy Orla, ustanowiony 19 kwietnia 2002.

## Wygląd i symbolika
Herb przedstawia na tarczy w polu czerwonym postać czarnego orła z mitrą królewską, trzymającym w swoich niebieskich szponach złoty kłos zboża oraz złoty topór ze srebrnym ostrzem.